# Advent (pjäs)
Advent är en pjäs av August Strindberg från 1899. Strindberg sammanförde senare pjäsen med Brott och brott (tillkommen omedelbart efteråt), under titeln Vid högre rätt, och de gestaltar båda hur högmod bestraffas av övernaturliga makter. I Advent är det djävulen som i skepnad av en skollärare ser till att en lagman stenas och hans hustru får frysa ihjäl, som straff för sina handlingar. Strindberg själv framhöll Emanuel Swedenborg som en viktig källa till bilden av djävulen.